# Diocesi di Focea

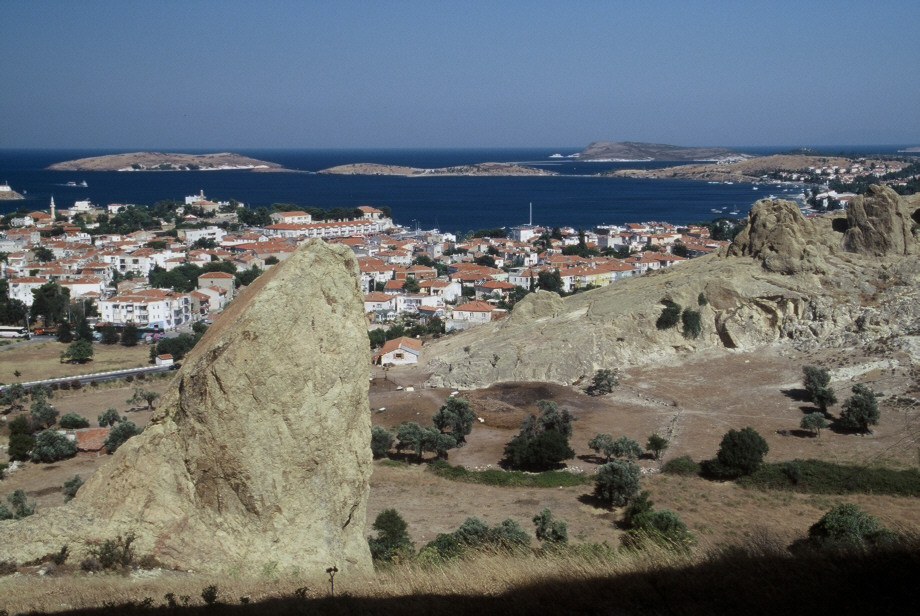
Scorcio sulle rovine di Focea; sullo sfondo la moderna città di Foça.

La diocesi di Focea (in latino Dioecesis Phocaeensis) è una sede soppressa del patriarcato di Costantinopoli e una sede titolare della Chiesa cattolica.

## Storia
Focea, identificabile con Foça (o Eskifoça) in Turchia, è un'antica sede episcopale della provincia romana d'Asia nella diocesi civile omonima e nel patriarcato di Costantinopoli. Inizialmente suffraganea dell'arcidiocesi di Efeso, a partire dal IX secolo entrò a far parte della provincia ecclesiastica della metropolia di Smirne.
La diocesi è documentata nelle Notitiae Episcopatuum del patriarcato di Costantinopoli fino al XIV secolo. Il passaggio di provincia ecclesiastica è segnalato per la prima volta nella Notitia risalente all'epoca del patriarca Nicola I Mistico, all'inizio del X secolo.
Sono diversi i vescovi attribuibili a questa antica diocesi. Secondo Le Quien, Marco de Fiscia o de Fiscea prese parte al concilio di Sardica nel 343/344. Teoctisto partecipò al concilio di Efeso 431. Quinto intervenne al concilio di Calcedonia nel 451. Giovanni era presente al concilio detto in Trullo nel 692. Leone assistette al secondo concilio di Nicea nel 787. Niceta e Paolo presero parte rispettivamente ai concili di Costantinopoli dell'869-870 e dell'879-880 che trattarono la questione del patriarca Fozio. La sigillografia ha restituito il nome del vescovo Leone, il cui sigillo è datato tra XI e XII secolo. Callinico è un monaco-vescovo attestato nel XII secolo.
Nel Medioevo la città fu una colonia genovese, che venne conquistata da Turchi nel 1455. In questo periodo fu eretta una diocesi di rito latino, conosciuta come Fochia o Folia, di cui sono noti i nomi di alcuni vescovi tra XIV e XV secolo.
Dal XIX secolo Focea è annoverata tra le sedi vescovili titolari della Chiesa cattolica; la sede è vacante dal 7 gennaio 1965. Il suo ultimo titolare è stato William Richard Arnold, vescovo ausiliare del vicariato castrense per gli Stati Uniti d'America.

## Cronotassi

### Vescovi greci
- Marco † (menzionato nel 343/344)
- Teoctisto † (menzionato nel 431)
- Quinto † (menzionato nel 451)
- Giovanni † (menzionato nel 692)
- Leone I † (VIII secolo)[10]
- Leone II † (menzionato nel 787)
- Niceta † (menzionato nell'869)
- Paolo † (menzionato nell'879)
- Leone † (XI/XII secolo)
- Callinico † (XII secolo)

### Vescovi latini
- Bartolomeo di Cassino, O.F.M. † (14 maggio 1346 - ?)
- Nicolò Foscarini † (? - 16 gennaio 1376 nominato vescovo di Chioggia)
- Giovanni de Caudutiis, O.Carm. † (3 giugno 1376 - ? deceduto)[11]
- Goffredo Cigalla, O.F.M. † (27 marzo 1411 - 23 dicembre 1417 nominato vescovo di Caffa)
- Giovanni Rossi † (? deceduto)
- Nicola di Todi, O.P. † (10 gennaio 1427 - ? deceduto)[12]
- Giacomo de Salamoncelis † (7 gennaio 1450 - 27 ottobre 1458 nominato vescovo di Montefeltro)

A questa serie di vescovi Foliensis o Foliarum, Eubel aggiunge un'altra serie di vescovi Fogiensis o Fochiarum, sub archiepiscopo Smyrnensis, alcuni dei quali furono vescovi ausiliari: Giovanni da Vicenza, nominato vescovo di Dulcigno il 19 novembre 1354; Ludovico de Foro, nominato al suo posto il 21 novembre 1354 e morto nel 1391, che fu vescovo ausiliare a Minden e a Münster; Giacomo, documentato il 6 settembre 1413, alla cui morte fu nominato Giorgio Pagani, il 26 settembre 1440; e due vescovi portoghesi, Stefano (1461) e Egidio (1475), che fu ausiliare di Porto. Non è chiaro, in base alle indicazioni di Eubel, se alcuni dei vescovi di questa seconda serie, siano stati vescovi residenziali di Focea.

### Vescovi titolari
- Richard Preston † (31 marzo 1900 - 9 febbraio 1905 deceduto)
- Geraldo Van Caloen, O.S.B. † (12 marzo 1906 - 16 gennaio 1932 deceduto)
- Luiz Scortegagna † (18 marzo 1932 - 28 luglio 1933 succeduto vescovo di Espírito Santo)
- Eugeniusz Baziak † (15 settembre 1933 - 1º marzo 1944 nominato arcivescovo titolare di Pario)
- William Richard Arnold † (5 maggio 1945 - 7 gennaio 1965 deceduto)